# Solanum demissum
Solanum demissum ("papa silvestre") es una especie tuberosa de la familia de las solanáceas distribuida en México y Guatemala. 

## Descripción
Es una planta herbácea, perenne con tubérculos de 1 a 2 cm de diámetro. Las hojas presentan pseudostípulas de  1 a 5 mm de largo. Las hojas son imparipinnadas, de 3,5-20 cm de largo y 1,5 a 10 cm de ancho, pubescentes en ambas caras. Los pecíolos de 1,5 a 3 cm de largo. El tamaño de los folíolos laterales disminuye gradualmente hacia la base de la hoja; siendo el folíolo lateral más distal de 2 a 4 cm de largo y  1,2 a 2,5 cm de ancho, de forma ovada a elíptica, con el ápice agudo y la base redondeada a cuneada, sésiles o a veces subsésiles con peciólulos de hasta 2 mm de largo. El folíolo terminal de 3-6 cm de largo y 2-4 cm de ancho.
Las flores con el cáliz de 4,5 a 8 mm de largo, con lóbulos agudos. La corola de 1,5 a 2.6 cm de diámetro, rotada, con bordes planos, y de color violeta a violeta-púrpura.  Las anteras de 2-4,5 mm de largo, connadas, amarillas, con filamentos de 1-4 mm de largo. Las flores se disponen en inflorescencias del tipo de cimas dicasiales.  Los frutos son bayas de 1 a 2,5 cm de diámetro, globosos a ovoides, de color verde medio a veces con puntos blancos.

## Distribución y hábitat
Ampliamente distribuida desde el norte de México (Chihuahua y Sonora) a Guatemala,  desde 2100 hasta 3700 m s. n. m. En general habita bosques, a menudo en suelos muy ricos en materia orgánica, también en los claros o los bordes de los bosques densos, pero a veces también en la sombra, entre arbustos y la maleza del bosque, matorrales en los bordes de caminos y en pastizales.

## Taxonomía
Solanum demissum fue descrita por John Lindley y publicado en Journal of the Horticultural Society of London 3: 70, f. p.69. 1848.
Etimología
Solanum: nombre genérico que deriva del vocablo Latíno equivalente al Griego στρνχνος (strychnos) para designar el Solanum nigrum (la "Hierba mora") —y probablemente otras especies del género, incluida la berenjena— , ya empleado por Plinio el Viejo en su Historia naturalis (21, 177 y 27, 132) y, antes, por Aulus Cornelius Celsus en De Re Medica (II, 33). Podría ser relacionado con el Latín sol. -is, "el sol", debido a que la planta sería propia de sitios algo soleados.
demissum: epíteto latino que significa "colgante".
Sinonimia
- Solanum alpicum Standl. & Steyerm.
- Solanum demissum var. perotanum Hawkes
- Solanum stoloniferum var. pumilum M. Martens & Galeotti	[7]